# Попасне (Ізюмський район)
Попа́сне —  село в Україні, в Куньєвській сільській громаді Ізюмського району Харківської області. Населення становить 49 осіб.

## Географія
Село Попасне знаходиться на відстані 1,5 км від сіл Розсохувате і Ясинувате (Борівський район). До села примикає невеликий лісовий масив урочище Попасний Ліс (дуб).

## Економіка
- Молочно-товарна ферма.

## Населення
Згідно з переписом УРСР 1989 року чисельність наявного населення села становила 74 особи, з яких 33 чоловіки та 41 жінка.
За переписом населення України 2001 року в селі мешкало 49 осіб.

### Мова
Розподіл населення за рідною мовою за даними перепису 2001 року:
| Мова       | Кількість | Відсоток |
| ---------- | --------- | -------- |
| українська | 46        | 93.88%   |
| російська  | 3         | 6.12%    |
| Усього     | 49        | 100%     |